# 2000 en jeu
Chronologie du jeu
- 1996
- 1997
- 1998
- 1999
- 2000
- 2001
- 2002
- 2003
- 2004

Cet article présente les faits marquants de l'année 2000 concernant le jeu.

## Évènements

### Compétitions
- Juillet : Le Français Florian Lévy remporte le championnat du monde de Scrabble francophone.
- 6 août : le Britannique Simon Bouton remporte le Xe championnat du monde de Diplomatie à Hunt Valley devant l'Irlandais Brian Dennehy et l'Américain Matthew Shields.
- 26 octobre : le Français Guillaume Plantevin remporte le XVIe Championnat de France de Diplomatie à Paris en finissant deuxième et meilleur Français du Championnat d'Europe[1].
- 4 novembre : le Russe Vladimir Kramnik conquiert le titre de champion du monde « classique » d’échecs face au Russe Garry Kasparov à Londres ; le Japonais Takeshi Murakami remporte le XXIVe championnat du monde d’Othello à Copenhague.
- 27 décembre : l’Indien Viswanathan Anand remporte le championnat du monde « FIDE » d’échecs à Téhéran.

## Économie du jeu
- Janvier : BoardGameGeek, site américain d'information sur les jeux de société, est mis en ligne.
- Mars : reparution du journal Casus Belli (Arkana Press), consacré aux « jeux de rôle, jeux online et cultures de l'imaginaire » ; n°1 de la deuxième époque.
- Le Guide du rôliste galactique, encyclopédie en ligne sur les jeux de rôle, ouvre son site avec le nom de domaine roliste.com.

## Sorties
- Blokus de Bernard Tavitian, Sekkoïa
- Carcassonne de Klaus-Jürgen Wrede, Hans im Glück
- Citadelles de Bruno Faidutti, Multisim
- Donjons & Dragons 3e édition/d20 system de Monte J. Cook, Jonathan Tweet et Skip Williams, Wizards of the Coast/Hasbro
- Java de Michael Kiesling et Wolfgang Kramer, Ravensburger
- Les Princes de Florence de Wolfgang Kramer et Richard Ulrich, Alea
- Castel, jeu de cartes de Bruno Faidutti et Serge Laget, édité par Jeux Descartes.

## Récompenses
| Récompense                              | Jeu                              | Auteur(s)                        | Éditeur(s)   |
| --------------------------------------- | -------------------------------- | -------------------------------- | ------------ |
| Deutscher Spiele Preis                  | Tadsch Mahal                     | Reiner Knizia                    | Alea         |
| Essener Feder                           | Tadsch Mahal                     | Reiner Knizia                    | Alea         |
| Games Magazine Awards                   | Torres                           | Wolfgang Kramer Michael Kiesling | Ravensburger |
| International Gamers Awards 2 joueurs   | Les Cités perdues                | Reiner Knizia                    | Ravensburger |
| International Gamers Awards multijoueur | Tikal                            | Wolfgang Kramer Michael Kiesling | Ravensburger |
| Kinderspiel des Jahres                  | Arbos                            | Armin Müller Martin Arnold       | M+A Spiele   |
| Origins Award                           | Icehouse : The Martian Chess Set | Andrew Looney John Cooper        | Looney Labs  |
| Spiel des Jahres                        | Torres                           | Wolfgang Kramer Michael Kiesling | Ravensburger |